# Teddy Ringuet
Teddy Ringuet, né le 18 juin 1988 en Guyane, est un cycliste français. Il est le premier guyanais à remporter les titres de champion sur route et du contre la montre individuel la même année; ce qui a fait de lui le seul champion cycliste dans toutes les catégories en Guyane.

## Palmarès

### Palmarès sur route
- 2017
  - 5e du Tour de la Martinique 2017 ( à la 4e étape, 3e au classement général)[1]
  -  3e meilleur grimpeur du Tour de la Guadeloupe 2017
  - 5e du Tour de Guyane 2017 et  1er classement meilleure équipe
  - 5e du championnat de France outremer 
  -  2e du Tour de Guyane et  1er du classement du meilleur espoir 
  - Champion de Guyane sur route 1ère et 2ème catégorie
  - Champion de Guyane contre la montre individuel[2]
  - Champion de Guyane sociétés (Contre la montre par équipe)
  - Champion de Guyane juniors
  - Champion de Guyane cadets
  - Champion de Guyane minimes
  - Champion de Guyane benjamins